# Syllis lyrochaetus
Syllis lyrochaetus är en ringmaskart som beskrevs av Grube 1878. Syllis lyrochaetus ingår i släktet Syllis och familjen Syllidae. Inga underarter finns listade i Catalogue of Life.